# Cliff Compton
Cliff Compton (né le 2 novembre 1979) est un ancien catcheur professionnel à la World Wrestling Entertainment dans la division WWE SmackDown, plus connu sous le nom de Domino et faisant équipe avec Deuce.Il fait son retour à la Florida Championship Wrestling le 18 février 2010.

## Carrière

### World Wrestling Entertainment (2005-2008)

#### Ohio Valley Wrestling (2005-2007)
Le 26 septembre 2005, Compton est battu dans un dark match à Raw face à Danny Basham, il signe alors un contrat de développement avec la World Wrestling Entertainment (WWE). Compton part alors pour la Ohio Valley Wrestling, un satellite de la WWE.
En janvier 2006, Compton débute sous le nom de « Dice Domino », il fait équipe avec Deuce Shade sous le management de Cherry Pie, costume des années 1950.

#### Smackdown (2007-2008)
Le 13 juin 2008, lors de Smackdown, Deuce et Domino se battent entre eux à la suite d'une défaite face à Festus et Jesse marquant la fin prochaine de leur collaboration.
Le 11 juillet 2008, à Smackdown, Domino fait ses débuts en solo en affrontant et en perdant face à M. Kennedy.
Le 8 août, la WWE met fin à son contrat, tout comme Nunzio, Big Daddy V, Shannon Moore et James Curtis.

#### Florida Championship Wrestling (2010)
Le 18 février, il revient à la FCW, club-école de la WWE. Il lutte contre le FCW FLorida Heavyweight Champion Justin Angel sous son vrai nom Cliff Compton. Lors du 19 février à la FCW, il perd face à Bo Rotundo.
Le 1er juin 2010 il est renvoyé de la WWE.

### Retour à la Ohio Valley Wrestling (2010-2014)
Lors de Saturday Night Special, il perd contre Chris Silvio dans un 2 out of 3 Rounds Match. Lors du show du 3 janvier 2013, il affronte Jamin Olivencia dans un match qui se finit par une double disqualification et ne remporte pas le OVW Television Championship. Lors de Saturday Night Special, il bat Jamin Olivencia dans un Ladder Match et remporte le OVW Television Championship. Lors du TV du 10 janvier, il bat Elvis Pridemoore et conserve son titre. Lors de Derby Park Expo 5, il bat Tony Gunn et conserve son titre. Lors du TV du 17 janvier, il bat Eddie Diamond et conserve son titre. Lors de Saturday Night Special, il bat Jamin Olivencia dans un Ladder Match et conserve son titre. Lors du TV du 7 février, il bat Tony Gunn et conserve son titre. Lors du TV du février, il bat Joe Rosa et conserve son titre. Lors du TV du 20 février, il bat Nick Dumeyer et conserve son titre. Lors du TV du 7 mars, il bat Randy Royal par disqualification et conserve son titre. Lors du 708e TV, il perd contre Rockstar Spud et perd son titre. Lors du TV du 13 avril, il perd contre Rockstar Spud par disqualification et ne remporte pas le OVW Television Championship.

### Ring of Honor (2013-...)

#### Débuts et S.C.U.M. (2013)
Le 2 mars 2013, il fait ses débuts à la Ring of Honor (ROH) lors de 11th Anniversary Show, où lui, Jimmy Rave, Matt Hardy et Rhett Titus, se sont révélés comme les nouveaux membres de SCUM en attaquant nombreux membres du roster de la ROH après l'événement principal, rejoignant Kevin Steen, Jimmy Jacobs, Rhino et Steve Corino en tant que membres du groupe. Lors de Border Wars (2013), lui et Jimmy Jacobs battent Kevin Steen et Michael Elgin. Lors de Best in the World (2013), lui et Rhett Titus perdent contre les reDRagon (Bobby Fish et Kyle O'Reilly) dans un match qui comprenait également C&C Wrestle Factory (Caprice Coleman et Cedric Alexander) et ne remportent pas les ROH World Tag Team Championship. Le 23 juin, S.C.U.M. a été contraint de se dissoudre après avoir été battu par l'équipe ROH dans un Steel Cage Warfare match.

#### Retour et rivalité avec Kevin Steen (2014-...)
Il effectue son retour en janvier 2014 où il entame une rivalité avec Kevin Steen en l'attaquant à plusieurs reprises après ses matchs. Lors de 12th Anniversary Show, il perd contre Steen dans un Unsanctionned Street match. Il fait une apparition le lendemain en attaquant à coups de chaises Eddie Kingston et Homicide, ce dernier venant d'être disqualifié à la suite d'un match entre lui et Steen. Il repart ensuite en lançant "De Rien!" à Kevin Steen, laissé KO sur le ring.[réf. nécessaire]

### Circuit Indépendant (2013-...)
Le 1er novembre 2013 il remporte le NWA Southern Heavyweight championship.

## Palmarès
- Deep South Wrestling
  - 1 fois Deep South Tag Team Champion avec Deuce[6]

- Ohio Valley Wrestling
  - 3 fois OVW Heavyweight Championship
  - 2 fois OVW Television Championship
  - 3 fois OVW Southern Tag Team Championship  avec Deuce[7]

- NWA Southern All-Star Wrestling
  - 1 fois NWA Southern Heavyweight champion

- Pro Wrestling Illustrated
  - Classé 169e au classement des 500 meilleurs catcheurs en 2008[8]

- World Wrestling Entertainment
  - 1 fois WWE Tag Team Championship avec Deuce[9],[10]

- World Xtreme Wrestling
  - 1 fois WXW Tag Team Champion avec Jake Bishop[11]